# 第一角
第一角（英語：First Point），是南極洲的海岬，位於南喬治亞群島，處於安年科夫島西北端，由英國研究隊繪入地圖和命名，由英國海外領土管轄。